# Чента
Чента (серб. Чента) — населённый пункт в Сербии, в Воеводине, Средне-Банатском округе, общине Зренянин.

## История
Первое упоминание о Ченте датируется 1549 годом в турецких документах, описывающих Сегедский Санджак. Чента сильно пострадала во время турецкого вторжения в 1736 году, больше половины домов были разрушены. 

## Достопримечательности
В Ченте находится церковь 1743 года постройки, её снесли и перестроили в 1991 году.

## Население
В селе проживает 3119 жителей, из которых совершеннолетних 2448. Средний возраст — 39,2 года (мужчины — 38,1 года, женщины — 40,3 года). В населённом пункте 960 домохозяйств, среднее число членов в которых — 3,25 (данные переписи 2002 года).